# Franek
Frančišek je moško osebno ime.

## Izvor imena
Ime Franek je različica moškega osebnega imena Frančišek.

## Pogostost imena
Po podatkih Statističnega urada Republike Slovenije je bilo na dan 31. decembra 2007 v Sloveniji število moških oseb z imenom Franek: 14.

## Osebni praznik
V koledarju je ime Franek skupaj z imenom Frančišek.